# Яблоновски (Адигея)
Яблоновски (на руски: Яблоновский) е селище от градски тип в Русия, разположено в Тахтамукайски район, Адигея. Населението му към 1 януари 2018 година е 34 098 души.